# Размышления позволительны
Размышления позволительны или Thinking Allowed — американский независимый общественный телесериал, который транслировался с 1986 по 2002 год. Он начинался как The Mind’s Eye на KCSM-TV в Сан-Матео, Калифорния в 1986 году и был переименован на Thinking Allowed в 1988 году, когда стал транслироваться по общественному телевидению.

## О программе
Размышления позволительны — программа-интервью, пропагандирующая различные точки зрения по широкому кругу вопросов гуманистической психологии, философского образа жизни, границ науки, личного и духовного развития, здоровья и исцеления, мифологии, парапсихологии, компьютеров и познания, психологии управления и глобальной осведомленности
Оригинальные интервью можно увидеть на канале шоу на YouTube.
В 2015 году Мишлав вернулся к формату с новыми интервью под названием New Thinking Allowed, также на YouTube.

## Ведущий
Бессменный ведущий Thinking Allowed — Джефри Мишлав — первый ученый Калифорнийского университета в Беркли (а также всех других аккредитованных университетов США), организовавший отделение, выпускники которого получают докторскую степень по парапсихологии. Автор объёмного труда по исследованию сознания и сверхспособностей «Корни сознания».

## Гости программы
За время существования в передаче в качестве экспертов по различным вопросам принимали участие:
- Джон Лилли — американский врач-психоаналитик, учёный-нейробиолог. Известен своими исследованиями природы сознания в камере сенсорной депривации, психоделиков и коммуникативной способности дельфинов.
- Джозеф Кэмпбелл — американский исследователь мифологии, автор трудов по сравнительной мифологии и религиоведению.
- Ялом, Ирвин Дэвид — американский психиатр и психотерапевт, доктор медицины, профессор психиатрии Стэнфордского университета; известен как автор научно-популярной и художественной литературы.
- Жак Валле — франко-американский учёный широкого профиля: астроном, астрофизик, математик-программист, бизнесмен (специалист по венчурным операциям), уфолог, а также писатель-фантаст.
- Артур Миддлтон Янг — американский учёный, один из изобретателей вертолёта, космолог, философ, астролог и автор книг.
- Уппалури Гопала Кришнамурти — выдающийся индийский духовный искатель, поставивший под сомнение состояние «просветления».
- Ролло Мэй — известный американский психолог и психотерапевт, теоретик экзистенциальной психологии.
- Фред Алан Вольф — американский физик-теоретик, специализирующийся на квантовой физике и исследующий отношения между физикой и сознанием.
- Роберт Антон Уилсон — американский романист, эссеист, философ, футуролог и исследователь теории заговора.
- Чарльз Тарт — известный американский психолог и парапсихолог, один из основателей трансперсональной психологии.
- Майкл Харнер — американский антрополог, исследователь шаманизма.
- Бьюдженталь, Джеймс — американский психолог и психотерапевт, один из основателей экзистенциально гуманистического подхода в психологии и психотерапии.
- Теренс Маккенна — американский этноботаник, автор, философ, мистик, психонавт, преподаватель и сторонник ответственного использования встречающихся в природе психоделических растений.
- Рам Дасс — американский гуру, психолог и писатель.
- Руперт Шелдрейк — британский писатель, биохимик, физиолог растений и парапсихолог, выдвинувший теорию морфогенетического поля.